# Möja

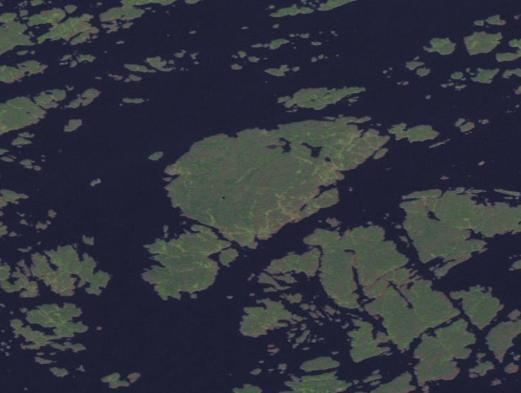

Möja is een Zweeds eiland en maakt deel uit van de archipel van Stockholm. Het behoort tot de gemeente Värmdö sinds 1974.